# فدراسیون ورزش دوگانه ارمنستان

فدراسیون ورزش دوگانه جمهوری ارمنستان (ارمنی: Հայաստանի բիաթլոնի ֆեդերացիա) که با نام فدراسیون ورزش دوگانه  ارمنستان نیز شناخته می‌شود، نهاد تنظیم‌کننده ورزش ورزش دوگانه در ارمنستان می‌باشد که توسط کمیته المپیک ارمنستان اداره می‌شود و مقر آن در شهر گیومری واقع شده است.

## تاریخچه
این فدراسیون در سال 2007 میلادی تأسیس شد و ریاست فعلی آن را وارطوان گریگوریان برعهده دارد. این فدراسیون عضو کامل اتحادیه جهانی ورزش دوگانه می‌باشد.
ورزشکاران دوگانه ارمنستانی در مسابقات قهرمانی در سطوح مختلف اروپایی و بین‌المللی از جمله در  بازی‌های المپیک تابستانی شرکت می‌کنند.